# Contea di McIntosh (Oklahoma)
La contea di McIntosh (in inglese McIntosh County) è una contea dello Stato dell'Oklahoma, negli Stati Uniti. La popolazione al censimento del 2000 era di 19 456 abitanti. Il capoluogo di contea è Eufaula.